# Anna von Savoyen

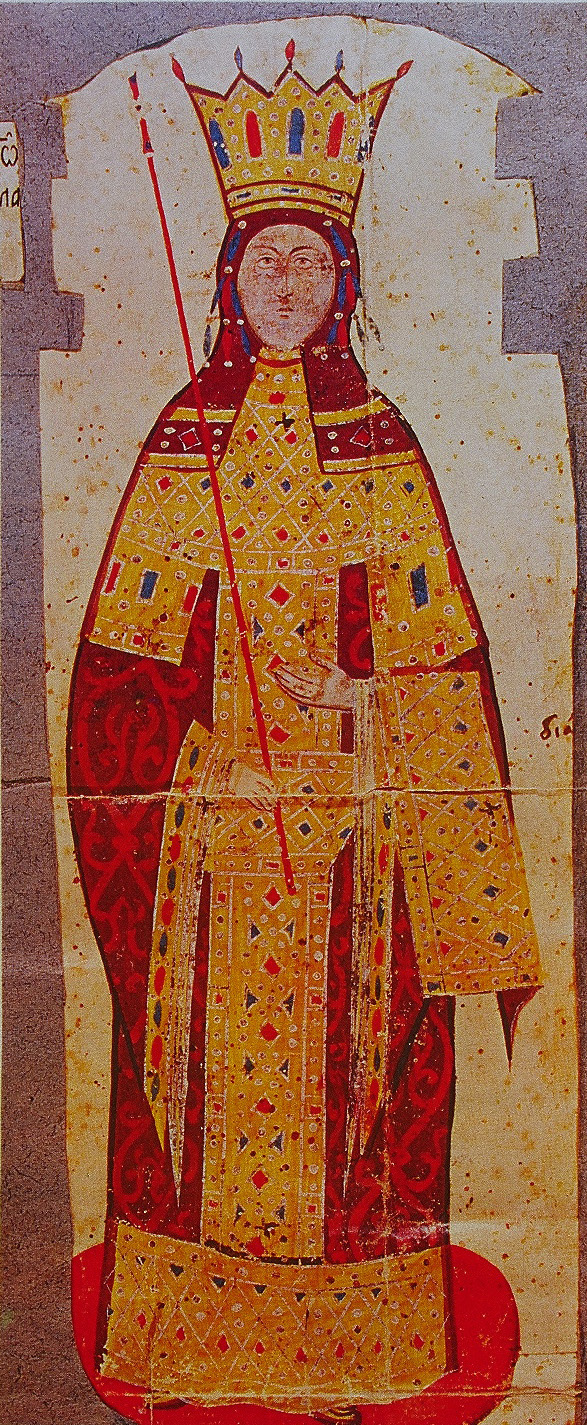
Anna von Savoyen. 14. Jahrhundert. Stuttgart, Württembergische Landesbibliothek.

Anna von Savoyen (* um 1306; † 1359/60 in Konstantinopel) war eine Tochter des Grafen Amadeus V. von Savoyen und durch ihre Heirat mit Andronikos III. Palaiologos von 1328 bis 1341 Kaiserin von Byzanz. Nach dem Tod ihres Gatten fungierte sie von 1341 bis 1347 als Regentin für ihren minderjährigen Sohn Johannes V. Palaiologos. Der Großdomestikos Johannes Kantakuzenos ließ sich indessen 1341 ebenfalls zum Kaiser ausrufen. Daraufhin folgte ein sechsjähriger Bürgerkrieg, der im Byzantinischen Reich eine schwere Krise auslöste. Beide Kriegsparteien schlossen Allianzen mit slawischen Herrschern wie jenen von Serbien und Bulgarien sowie mit den Türken, die jedoch alle den Bürgerkrieg nur für die Durchsetzung ihrer eigenen Interessen auszunützen versuchten. Kantakuzenos ging 1347 aus dem Konflikt als Sieger hervor und ließ sich zum Kaiser krönen, woraufhin sich Anna zurückzog. Nachdem ihr Sohn Johannes V. Kantakuzenos 1354 zur Abdankung gezwungen hatte, trat Anna wohl 1356 in den  Dritten Orden der Franziskaner ein.

## Leben

### Herkunft; frühes Leben
Anna, deren Taufname Johanna lautete, war eine Tochter des Grafen Amadeus V. der Große von Savoyen (1252–1323) und seiner zweiten Ehefrau Prinzessin Maria von Brabant (1278–1338), Tochter des Herzogs Johann I. der Siegreiche von Brabant-Limburg und der Prinzessin Margarete von Flandern-Namur aus dem Haus Dampierre. Sie war eine Nichte der römisch-deutschen Königin, Margarete von Brabant, eine Cousine der französischen Königin Maria von Luxemburg, sowie eine Schwägerin des Herzogs Leopold I. von Österreich und der Steiermark.
Nachdem ihr Vater 1323 verstorben und ihre Mutter daraufhin möglicherweise nach Brabant zurückgekehrt war, blieb Prinzessin Johanna am Hof ihres Halbbruders Eduard, der seinem Vater Amadeus V. als Graf von Savoyen folgte. Als Irene von Braunschweig, die Gemahlin von Andronikos III. Palaiologos, im August 1324 starb, führte dessen Onkel Theodor I. Palaiologos, Markgraf von Montferrat, Verhandlungen zur Anbahnung einer neuen Ehe zwischen dem byzantinischen Prinzen und der etwa 18-jährigen savoyischen Prinzessin Johanna. Im Juli 1325 verließen byzantinische Gesandte Konstantinopel und reisten an den savoyischen Hof, um die Heiratsverhandlungen weiterzuführen. Um dieselbe Zeit erschienen auch französische Gesandte beim Grafen Eduard, um im Auftrag ihres Königs Karl IV. für dessen Sohn um Johannas Hand zu werben. Graf Eduard entschied sich für Andronikos III., der inzwischen zum Mitkaiser seines Großvaters Andronikos II. gekrönt worden war. Am 22. September 1325 wurde der Ehevertrag in Chambery geschlossen.

### Byzantinische Kaiserin; Kinder
Im Oktober 1325 schiffte sich Johanna in Savona mit ihrem Gefolge savoyischer Ritter ein und traf im Februar 1326 in Konstantinopel ein. Nach ihrer Ankunft wurde sie jedoch krank und konnte ihre Hochzeit mit Andronikos III. Palaiologos (1296–1341) erst im Oktober 1326 feiern. Bei dieser Gelegenheit wurden prächtige Feste und ein Turnier veranstaltet. Nun änderte Johanna ihren Namen in den der griechisch-orthodoxen Kirche geläufigeren Namen Anna. Aus der Ehe, die allen Berichten zufolge glücklich verlief, gingen vier Kinder hervor:
- Irene (1327–1356) ⚭ Michael Asen IV. von Bulgarien (1322–1355)
- Johannes V. Palaiologos (1332–1391) ⚭ Prinzessin Helena Kantakuzene von Byzanz (1333–1396)
- Michael Palaiologos (1337–1370)
- Maria († 6. August 1384) ⚭ Francesco I. Gattilusio (1330–1384), Patrizier aus Genua und Regent von Lesbos

Andronikos III. erlaubte seiner Gattin, dass sie die savoyischen Damen und Ritter, die sie begleitet hatten, an seinem Hof in Konstantinopel behielt. Die von den savoyischen Rittern unternommenen Jagden und die von ihnen aufgeführten Scheingefechte fanden bei den Byzantinern großen Anklang. Laut dem zeitgenössischen Chronisten Johannes VI. Kantakuzenos sollen die Byzantiner von den Savoyern den Brauch der Abhaltung kunstvoller Turniere erlernt haben. Andronikos III. hoffte, über Vermittlung seiner Gemahlin mit deren Halbbruder Graf Eduard sowie anderen wichtigen europäischen Monarchen und dem Papst bei der Organisation eines Kreuzzugs gegen die Türken in Kleinasien zusammenarbeiten zu können. 1327 brach jedoch der schon früher geführte Bürgerkrieg zwischen Andronikos III. und seinem Großvater Andronikos II. wieder aus. Anna folgte ihrem Gemahl nach Didymoteichos in Thrakien. Andronikos III. konnte sich in diesem Konflikt durchsetzen und seinen Großvater 1328 zur Abdankung zwingen, woraufhin er alleiniger byzantinischer Kaiser wurde. Anschließend kehrte Anna wieder nach Konstantinopel zurück.
1330 wurde Andronikos III. ernsthaft krank und verlangte, dass seine Gemahlin einstweilen als Regentin anerkannt werden sollte. Er erholte sich aber wieder. Nach der Eroberung von Nikaia durch die Türken (1331) wünschte sich der byzantinische Kaiser Militärunterstützung durch die Republik Venedig und den französischen König Philipp VI. Dafür benötigte er aber die Zustimmung des Papstes, der insgeheim zuerst eine Unterwerfung der griechisch-orthodoxen Kirche unter die römisch-katholische Kirche forderte. Dieses Begehr wurde von Anna eifrig unterstützt, obwohl sie sich ansonsten wenig in die Politik einmischte, und sie stand in dieser Angelegenheit mit Johannes XXII. und seinem Nachfolger Benedikt XII. in Kontakt. Allerdings lehnte eine Mehrheit am Hof des byzantinischen Kaisers das Ansinnen der Päpste entschieden ab.

### Regentin
Nach dem Tod ihres Ehemannes Andronikos III. (15. Juni 1341) übernahm Anna nominell die Regentschaft für ihren erst neunjährigen Sohn Johannes V. Palaiologos. Der Großdomestikos Johannes Kantakuzenos, der schon während der Regierung von Andronikos III. faktisch die Staatsgeschäfte geleitet hatte, forderte nun auch die faktische Führung der Regentschaft. Dieser Anspruch wurde ihm von einer Gegenpartei, an deren Spitze der Megas Doux Alexios Apokaukos und der Patriarch von Konstantinopel, Johannes XIV Kalekas, standen, streitig gemacht. Gemäß der politischen Linie ihres verstorbenen Gemahls stellte sich Anna in diesen Hofintrigen zunächst auf die Seite des Großdomestikos, der sich danach erfolgreich dem Kampf gegen ins Reich eingefallene Truppen von Türken und Serben widmete. Seine Gegner beschuldigten ihn indessen, die Palaiologen-Dynastie stürzen und selbst den Kaiserthron besteigen zu wollen. Anna ließ sich schließlich überzeugen, dass der Großdomestikos für die Herrschaft ihres Sohns gefährlich sei. Die Gegenpartei benutzte die Abwesenheit des Johannes Kantakuzenos von Konstantinopel zur Durchführung eines Staatsstreichs und ließ ihn zum Reichsfeind erklären. Neben Anna trat nun der Patriarch Johannes Kalekas an die Spitze der Regentschaft, während Alexios Apokaukos die Verwaltung der Hauptstadt übernahm und de facto die Macht ausübte. Kantakuzenos ließ sich daraufhin am 26. Oktober 1341 in Didymoteichos zum Kaiser proklamieren, präsentierte sich aber offiziell nur als Mitkaiser des minderjährigen Johannes V. Auf von ihm erbetene Verhandlungen zur Beilegung des Streits ließ sich Anna nicht ein. Stattdessen erfolgte am 19. November 1341 auf Wunsch des Mega Doux die Krönung von Johannes V. in der Hagia Sophia, um Kantakuzenos’ Kaiserproklamation zu kontern. Es folgte ein bis 1347 andauernder, das Byzantinische Reich weiter schwächender Bürgerkrieg.
Zur Finanzierung des Kriegs verpfändete Anna im August 1343 die byzantinischen Kronjuwelen an die Venezianer und führte über die am Hof anwesenden Savoyer Verhandlungen mit dem in Avignon residierenden Papst Clemens VI. Auch Kirchenschätze wurden zur Bezahlung der Truppen herangezogen, und die Kaiserinwitwe wurde beschuldigt, einen Teil dieser Geldmittel zu ihrem eigenen Gunsten abgezweigt zu haben. Im Sommer 1343 konnte die Konstantinopler Regentschaft den Serbenkönig Stefan Uroš IV. Dušan auf ihre Seite ziehen, indem sein Sohn Stefan Uroš mit einer Schwester des jungen Kaisers Johannes V. verlobt wurde. Ferner schloss die Regentschaft ein Bündnis mit dem Bulgaren-Zar Iwan Alexander. Doch brachten ihr die Allianzen mit den slawischen Herrschern, die nur nach Territorialgewinnen trachteten, keinen Vorteil im Kampf gegen Johannes Kantakuzenos, der bis 1345 allmählich die Oberhand gewann. Ein weiterer Rückschlag für Anna war der Tod von Alexios Apokaukos, der bei einem Gefängnisbesuch am 11. Juni 1345 erschlagen wurde. Bei der Bestrafung von dessen Mördern soll sie sich sehr grausam gezeigt haben. Kantakuzenos ließ sich am 21. Mai 1346 in Adrianopel durch den Patriarchen von Jerusalem zum Kaiser krönen. Der Machtbereich Annas umfasste damals nur noch Konstantinopel und dessen Umgebung. Auf ihr Werben erschien im Sommer 1346 eine Truppe von 6000 Seldschuken aus dem Emirat Saruchan, zog aber nicht gegen Kantakuzenos, sondern fiel in Bulgarien ein. Am 2. Februar 1347 ließ die Kaiserinwitwe den Patriarchen Johannes Kalekas absetzen und ordnete auch die Entlassung des bedeutenden Theologen Gregorios Palamas aus dem Gefängnis an, konnte aber den Einmarsch der Truppen von Johannes Kantakuzenos am 3. Februar 1347 nicht mehr verhindern. Sie suchte anfänglich Widerstand zu leisten, wurde aber in ihrem Palast belagert und musste einem Vergleich mit ihrem siegreichen Gegner zustimmen. Ihr Sohn Johannes V. heiratete Helena Kantakuzene, eine Tochter des Johannes Kantakuzenos, und sollte dessen Mitkaiser sein. Am 13. Mai 1347 wurde Johannes Kantakuzenos erneut, diesmal durch den neuen Patriarchen von Konstantinopel Isidoros I., mit nun unbestreitbarer Rechtskraft zum Kaiser gekrönt.

### Spätere Jahre und Tod
Zwischen dem jungen Kaiser Johannes V. und Johannes Kantakuzenos kam es zu Konflikten, da Johannes V. mit zunehmendem Alter nicht ohne Weiteres die Vorherrschaft seines mächtigeren Regierungskollegen akzeptieren wollte. Anna versuchte in diesen Auseinandersetzungen zu vermitteln und nutzte 1351 ihren Einfluss auf ihren Sohn, um ihn von der Verstoßung seiner Gattin abzuhalten. In der Partei des Kantakuzenos herrschte Misstrauen gegen die Kaiserinwitwe wegen ihrer ausgesprochen prokatholischen Haltung. Zeitgenössische byzantinische Historiker wie Kantakuzenos selbst in seinem später verfassten Geschichtswerk und Nikephoros Gregoras lieferten eine sehr negative und verzerrte Darstellung von Anna, so dass ihre Angaben entsprechend vorsichtig auszuwerten sind. Als Johannes V. 1352 den Kampf gegen seinen Schwiegervater eröffnete, übernahm Anna die Regierung von Thessaloniki, das ihrem Sohn die Treue hielt, und ordnete dort die Wiederherstellung von Befestigungsanlagen an. Im Machtkampf zwischen Johannes V. und Kantakuzenos konnte sich schließlich Ersterer 1354 durchsetzen; Kantakuzenos musste abdanken und sich in ein Kloster zurückziehen. Anna blieb auch nach dem Sieg ihres Sohns über Kantakuzenos in Thessaloniki, trat wahrscheinlich 1356 den Terziarinnen des Franziskanerordens bei und starb um 1360 in Konstantinopel nach der Rückkehr von einer Reise in ihr Heimatland.